# 인터넷 서비스 제공자

최종 사용자로부터 티어 3/2 ISP로까지의 인터넷 연결 옵션.

인터넷 서비스 제공자(Internet service provider; ISP)는 인터넷에 접속하는 수단을 제공하는 주체를 가리키는 말이다. 그 주체는 영리를 목적으로 하는 사기업인 경우가 대다수이나 비영리 공동체가 주체인 경우도 있다.
ISP는 일반적으로 인터넷에서 이용 가능한 모든 것에 대한 접근권을 사용자에게 부여하는 액세스 포인트나 게이트웨이 역할을 한다.

## 역사
1989년, 최초의 ISP가 오스트레일리아와 미국에 설립되었다. 메사추세츠 주 브루클린에서 더 월드가 미국 최초의 상용 ISP가 되었다. 최초 고객은 1989년 11월에 서비스를 받았다.

## 종류
인터넷 서비스 제공자는 크게 유선이나 무선 장치를 통해 클라이언트들을 인터넷에 연결하는 접속 ISP와 소규모 사업자 등 다른 이들에게 서버 공간을 빌려주는 호스팅 ISP, 그리고 호스팅 ISP와 접속 ISP를 연결하는 대량의 대역을 제공하는 통행 ISP 이렇게 셋으로 나뉜다.

## ISP 접속 환경
인터넷 서비스 제공업체들은 다양한 기술을 사용하여 소비자들이 네트워크에 접속할 수 있게 도와 준다.
가정과 조그마한 기업에서는 일반적으로 전화 접속, DSL (일반적으로 ADSL), 무선랜, 케이블 모뎀, FTTH, ISDN을 사용한다.
중소 기업부터 대기업에 이르기까지 데이터 전송이 많은 고객의 경우 DSL (보통 SHDSL, ADSL), 이더넷, 메트로 이더넷, 기가비트 이더넷, 프레임 릴레이, ISDN, ATM, 위성 인터넷, 동기 광학 네트워킹(SONET) 등이 쓰인다.
일반적인 가정용 사용자 연결
- DSL
- 무선랜
- 케이블 모뎀
- FTTX
- ISDN

일반적인 사업 형태의 연결
- DSL
- SHDSL
- 이더넷 기술

## 같이 보기
- 초고속 인터넷
- 케이블 모뎀
- NAP